# Magia Alkmeny
Magia Alkmeny – praktyki magiczne w kulturze ludowej reprezentowane przez różne formy zamykania i otwierania oraz zawiązywania i rozwiązywania. Z powodu ostatnich aktów czasami nazywana również magią węzłów. 

## Nazwa
Nazwę zaczerpnięto z mitologii greckiej, od matki Heraklesa, Alkmeny, której poród był utrudniany przez mściwą Herę. Bogini w czasie porodu swej rywalki skrzyżowała nogi i splotła dłonie, aby utrudnić narodziny herosa. W innej wersji mitu odpowiedzialną za te działania jest bogini Ejlejtyja, której przeszkodziła wierna służąca Alkmeny, Galantis.

## Opis
Magię Alkmeny najczęściej kojarzy się właśnie z aktem narodzin, jednak różne jej formy występują przy innych rytuałach życia społecznego, jak i tych związanych z cyklem rocznym czy dobowym. Magia Alkmeny stosowana jest również w komunikacji ze sferą sacrum i demoniczną. 
Działania magiczne mają utrudniać lub ułatwiać niektóre czynności czy gwarantować stabilność lub zmianę danego stanu rzeczy.
Wyróżnić można dwa rodzaje działań :
- Czynności związane z otwieraniem i zamykaniem np.: otwieranie i zamykanie okien, szuflad i drzwi, niszczenie dachów, robienie dziur i zatykanie ich.
- Czynności związane z zawiązywaniem i rozwiązywaniem np.: obwiązywanie ludzi, otaczanie sznurami lub łańcuchami stołów i innych przedmiotów, nakazy i zakazy szycia.

Można także wprowadzić podział ze względu na działania w danej sferze :
- Praktyki związane z rytuałami przejścia w życiu społecznym (narodziny, chrzest, ślub, śmierć)
- Praktyki związane z rytuałami cyklu rocznego czy dobowego (np.: Boże Narodzenie, zachód i wschód słońca)
- Praktyki związane z kontaktem z Bogiem czy istotami demonicznymi (np.: tworzenie kręgów ochronnych na ziemi w obawie przed Rusałkami)

Działania mogą być pozytywne i negatywne:
- Pozytywne - otwieranie drzwi i okien w celu ułatwienia porodu, zakładanie obrączek w celu utrzymania stanu małżeńskiego, rysowanie koła magicznego w celu ochronnym, okalanie łańcuchem stołu wigilijnego aby nowy rok okazał się dostatni.
- Negatywne - wiązanie supełków na niciach ubrań nowożeńców aby sprowadzić na nich bezdzietność, zamykanie okien, szuflad, drzwi w celu utrudniania porodu.